# Hari (Gottheit)
Hari ist im Hinduismus ein Aspekt des Gottes Vishnu.

## Etymologie

Shri Hari

Bereits im Kommentar des Adi Shankara zum Vishnu Sahasranama, den tausend Namen Vishnus, wird hari (हरि) von der Wurzel des Zeitworts hṛ („ergreifen, wegnehmen, stehlen“) abgeleitet. Im Vishnuismus wird diese Definition erweitert als jemand, der Übel oder Sünde fortnimmt oder entfernt. Der Name Vishnus, der praktisch mit Hari austauschbar ist, wird hierbei wiedergegeben als Zerstörer des Samsara – der Verstrickung in den Kreislauf von Geburt und Tod – sowie seiner auslösenden Ursache – der Unwissenheit. Hara, ein Name Shivas, wird mit Ergreifer, Zerstörer übersetzt.
Im Altgriechischen bedeutet hari „Edelmut, Anmut, Erbarmen“ und „Freundlichkeit“. Etymologisch ist (H)ari ferner mit den Arya, den Ariern verwandt. Auch in nicht-indogermanischen Sprachen, deren Völker im Mittelalter von der Hindukultur beherrscht wurden und Sanskritlehnwörter übernommen haben, tritt hari auf. So beispielsweise im Malaiischen und Indonesischen mit der Bedeutung „Tag“ und im Tagalog mit der Bedeutung „König“.

## Beschreibung
Haris Hautfarbe ähnelt wasserbeladenen Wolken und er besitzt vier Hände. Wie auch Krishna oder Rama ist er ein hellblaues Wesen. In seiner unteren linken Hand hält er eine Lotosblume (padma), in seiner unteren rechten Hand die Keule (gada) namens Kaumodaki, in seiner oberen linken Hand das Schneckenhorn (shankha) namens Panchajanya und in seiner oberen rechten Hand das Wurfrad namens Sudarshana Chakra, die zerstörerischste Waffe in der Hindureligion. Manchmal trägt er auch noch den Bogen (sharanga) und wird daher in der Bhagavad Gita auch als Sharangapani bezeichnet.

## Als Mantra
Normalerweise geht die Lautsilbe Om allem voran wie beispielsweise in Om Namah Shivaya, in Om Namo Bhagavate Vasudevaya oder in Om Namo Narayanaya. Nur Hari (oder Harih) kann auch noch vor Om stehen wie in den Mantren Harih om oder Harih om tat sat.

## In Literatur und Religion
Das Wort Hari taucht in später Sanskrit- oder Prakritliteratur sehr häufig auf. Auch im Jainismus, im Buddhismus und im Sikhismus ist es anzutreffen. Besondere Bedeutung hat es als 650. Name Vishnus im Vishnu Sahasranama des Mahabharata. Folglich ist es unter Vaishnava von großer Wichtigkeit. Im Hare Krishna Mahamantra der Gaudiya Vaishnava nimmt es eine zentrale Stellung ein, wobei es sowohl für Krishna als auch Vishnu zugleich steht. Hare ist der Vokativ von Harih.
Das Harivamsha ist ein Text in der Tradition der Puranas und Itihasas.
Bei Tieren bezieht sich Hari auf Löwen (inklusive des Tierkreiszeichens), Pferde und Affen. Die weibliche Form Harī stellt in den Sanskritepen die mythische Mutteräffin dar. In den Puranas steht Hari für eine Klasse von Göttern unter dem vierten Manu (manu tāmasa, der «Dunkle Manu»).
Hari ist ein Bestandteil vieler Hindu-Namen wie z. B. Bhartrihari, Harendra (oder Hari-Indra), Harisha (oder Hari-Isha), Hariprasad, Harikesh (oder Harikesha, der „Goldhaarige“, auch als Bezeichnung für Shiva und/oder Savitar verwendet).
Im Sikhismus ist Hari das aus den drei Buchstaben der Gurmukhi-Schrift bestehende Wort „हरि“ „ਹਰਿ“. Im von den Sikh verehrten Guru Granth Sahib taucht der Name Hari mehr als 8500 mal auf.